# Hlivice
Hlivice (hanácky Hlevice, německy Hliwitz) jsou vesnice, část obce Medlov v okrese Olomouc. V Hlivicích je evidováno 66 adres.

## Název
Na vesnici bylo přeneseno původní pojmenování jejích obyvatel Hlivici odvozené od osobního jména Hlíva totožného s obecným hlíva; jeho význam byl "Hlívovi lidé".

## Historie
První písemná zmínka o osadě je z roku 1343 nebo 1344. Vesnice byla založena v okolí Doubravy a patřila k úsovskému panství. Roku 1371 ji markrabětem Jan Jindřich přenechal svému synovi Prokopovi Lucemburskému. Kolem roku 1481 ji koupil bývalý litovelský farář, později kanovník Mikuláš Foerster z Olomouce. Po ukončení třicetileté války se vesnice poněmčila.

## Pamětihodnosti
- Brána venkovské usedlosti čp. 22
- Krucifix u pěší stezky z Hlivic ke kostelu v Medlově
- V centru vsi stojí kaple.